# Hades 360
Hades 360 (bis 2012 Hades) im Mount Olympus Water & Theme Park (Wisconsin Dells, Wisconsin, USA) ist eine Holzachterbahn der Konstrukteure The Gravity Group, die am 14. Mai 2005 eröffnet wurde. Zur Saison 2013 wurde die Bahn mit einem Korkenzieher modifiziert und umbenannt. Die Stützkonstruktion der Bahn ist aus Metall, somit wird Hades 360 zu den Hybridachterbahnen gezählt.
Sie ist die größte Achterbahn im Park. Hades wurde 2005 vom Magazin Amusement Today zur „Besten Neuen Fahrattraktion“ gewählt. Sie ist eine Rarität unter den Holzachterbahnen auf Grund ihrer 65°-steilen Abfahrt sowie ihrer 90° geneigten Kurven, denn Abfahrten und Winkel dieser Steile sind normalerweise nicht typisch für Holzachterbahnen auf Grund von statischen Begrenzungen.

## Züge
Hades besaß ursprünglich einen Zug des Herstellers Philadelphia Toboggan Coasters mit fünf Wagen. In jedem Wagen konnten vier Personen (zwei Reihen à zwei Personen) Platz nehmen. Im Rahmen der Modifikation bekam die Bahn einen neuen Timberliner-Zug der Gravitykraft Corporation mit 12 Wagen für jeweils zwei Personen in einer Reihe.